# اندیس کال زرنیخ
کال زرنیخ یک اندیس فلزی است که در حوالی شهر سبزوار استان خراسان قرار دارد و مادهٔ معدنی موجود در آن، طلا است.سنگ میزبان این اندیس سنگ‌های بازیک، توف، رادیولاریت است  در این اندیس، پاراژنز‌های مس یافت می‌شوند.